# Dangbo
Dangbo is een van de 77 gemeenten (communes) in Benin. De gemeente ligt in het departement Ouémé en telt 66.055 inwoners (2002).

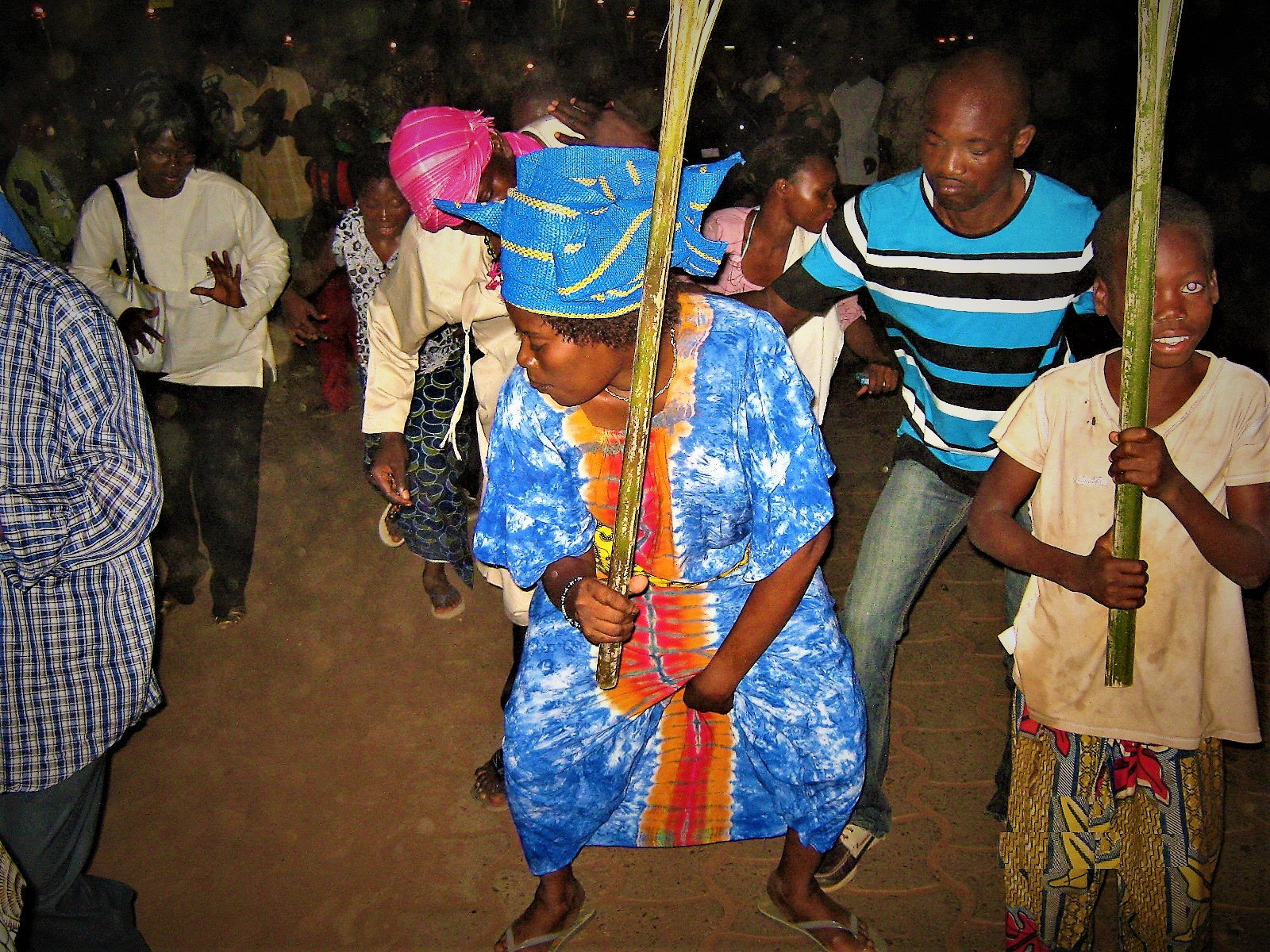
Dansende inwoners van Dangbo